# Michela Franco
Michela Franco (Cirié, 27 gennaio 1992) è una calciatrice italiana, difensore della Freedom.

## Carriera

### Club
Cresciuta nel Torino, esordisce in Serie A il 4 ottobre 2008 contro il Venezia. Con la maglia granata gioca quattro stagioni in massima serie, collezionando in tutto 89 presenze e segnando una rete, il 19 maggio 2012 in trasferta contro il Firenze (4-0 per le granata il risultato finale).
A settembre 2012 passa al Napoli, con il quale esordisce già alla prima giornata, il 22 settembre contro la Grifo Perugia. Con la società partenopea rimane una sola stagione congedandosi con 19 presenze.
Nell'estate 2013 si accorda con il Riviera di Romagna, società di Cervia, per disputare in maglia gialloblù la stagione entrante. Anche con le cervesi rimane un solo campionato contribuendo alla conquista del 6º posto con 25 presenze e 3 gol all'attivo.

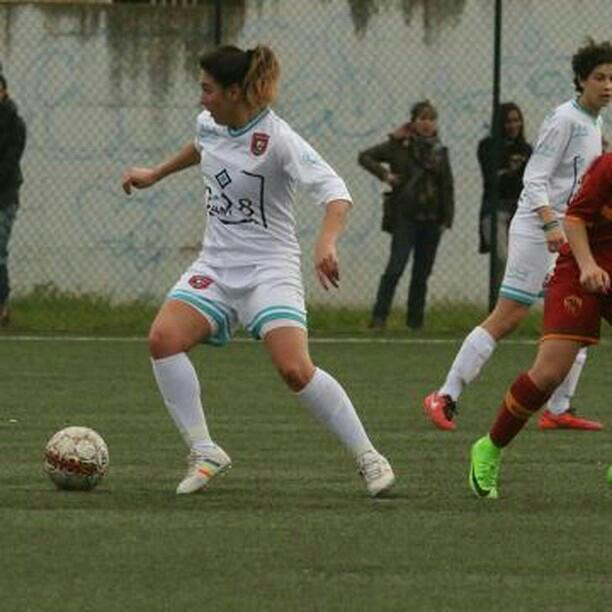
Michela Franco in azione al Cuneo nel 2017.

Nell'agosto 2014 sottoscrive un contratto con il Cuneo, società piemontese neopromossa in Serie A 2014-2015, dove resta per tre stagioni. Nella stagione 2017-2018, con la cessione del titolo sportivo del Cuneo alla neonata Juventus, si accasa al club bianconero.
Dopo aver giocato la stagione 2020-2021 alla Riozzese Como in Serie B, a metà luglio 2021 si è trasferita al Cesena. La permanenza in Romagna è durata per la sola prima parte di stagione, infatti, s'è svincolata dal Cesena al termine del 2021. Per la seconda parte di stagione si è trasferita al ChievoVerona FM, continuando a giocare in Serie B.

### Nazionale
Selezionata per indossare la maglia delle Azzurrine nella Nazionale Under-19 fa il suo esordio il 23 settembre 2009, nel match contro le pari età della Svizzera valido per le qualificazioni all'edizione 2009 del campionato europeo di categoria. Complessivamente, colleziona 14 presenze segnando anche tre reti.
Il 19 agosto 2012 fa il suo esordio nel Mondiale Under-20, collezionando due presenze complessive e raccogliendo anche un rosso nella gara contro la Corea del Sud.

## Statistiche

### Presenze e reti nei club
Statistiche aggiornate al 2 gennaio 2022.
| Stagione        | Squadra            | Campionato      | Campionato | Campionato | Coppe nazionali | Coppe nazionali | Coppe nazionali | Coppe continentali | Coppe continentali | Coppe continentali | Altre coppe | Altre coppe | Altre coppe | Totale | Totale |
| Stagione        | Squadra            | Comp            | Pres       | Reti       | Comp            | Pres            | Reti            | Comp               | Pres               | Reti               | Comp        | Pres        | Reti        | Pres   | Reti   |
| --------------- | ------------------ | --------------- | ---------- | ---------- | --------------- | --------------- | --------------- | ------------------ | ------------------ | ------------------ | ----------- | ----------- | ----------- | ------ | ------ |
| 2008-2009       | Torino             | A               | 21         | 0          | CI              | 3               | 0               |                    | -                  | -                  |             | -           | -           | 24     | 0      |
| 2009-2010       | Torino             | A               | 21         | 0          | CI              | 3               | 0               |                    | -                  | -                  |             | -           | -           | 24     | 0      |
| 2010-2011       | Torino             | A               | 22         | 0          | CI              | 2               | 0               |                    | -                  | -                  |             | -           | -           | 24     | 0      |
| 2011-2012       | Torino             | A               | 25         | 1          | CI              | 4               | 0               |                    | -                  | -                  |             | -           | -           | 29     | 1      |
| Totale Torino   | Totale Torino      | Totale Torino   | 89         | 1          |                 | 12              | 0               |                    | -                  | -                  |             | -           | -           | 101    | 1      |
| 2012-2013       | Napoli             | A               | 19         | 0          | CI              | 1               | 0               |                    | -                  | -                  |             | -           | -           | 20     | 0      |
| 2013-2014       | Riviera di Romagna | A               | 25         | 3          | CI              | 3               | 0               |                    | -                  | -                  |             | -           | -           | 28     | 3      |
| 2014-2015       | Cuneo              | A               | 26         | 1          | CI              | 3               | 0               |                    | -                  | -                  |             | -           | -           | 29     | 1      |
| 2015-2016       | Cuneo              | B               | 22         | 1          | CI              | 6               | 0               |                    | -                  | -                  |             | -           | -           | 28     | 1      |
| 2016-2017       | Cuneo              | A               | 20         | 0          | CI              | 2               | 0               |                    | -                  | -                  |             | -           | -           | 22     | 0      |
| Totale Cuneo    | Totale Cuneo       | Totale Cuneo    | 68         | 2          |                 | 11              | 0               |                    | -                  | -                  |             | -           | -           | 79     | 2      |
| 2017-2018       | Juventus           | A               | 2          | 0          | CI              | 4               | 1               |                    | -                  | -                  |             | -           | -           | 6      | 1      |
| 2018-2019       | Juventus           | A               | 1          | 0          | CI              | 2               | 0               | UWCL               | 0                  | 0                  | SI          | -           | -           | 3      | 0      |
| 2019-2020       | Juventus           | A               | 0          | 0          | CI              | 0               | 0               | UWCL               | 0                  | 0                  | SI          | -           | -           | 0      | 0      |
| Totale Juventus | Totale Juventus    | Totale Juventus | 3          | 0          |                 | 6               | 1               |                    | 0                  | 0                  |             | -           | -           | 9      | 1      |
| 2020-2021       | Riozzese Como      | B               | 23         | 0          | CI              | 2               | 0               | -                  | -                  | -                  | -           | -           | -           | 25     | 0      |
| lug.-dic. 2021  | Cesena             | B               | 11         | 0          | CI              | 1               | 0               | -                  | -                  | -                  | -           | -           | -           | 12     | 0      |
| gen.-lug. 2022  | ChievoVerona FM    | B               | 13         | 0          | CI              | -               | -               | -                  | -                  | -                  | -           | -           | -           | 13     | 0      |
| 2022-2023       | Napoli             | B               | 12         | 0          | CI              | 2               | 0               | -                  | -                  | -                  | -           | -           | -           | 14     | 0      |
| Totale carriera | Totale carriera    | Totale carriera | 263        | 6          |                 | 39              | 1               |                    | 0                  | 0                  |             | -           | -           | 302    | 7      |

### Presenze e reti in nazionale
| Cronologia completa delle presenze e delle reti in nazionale ― Italia under 20 | Cronologia completa delle presenze e delle reti in nazionale ― Italia under 20 | Cronologia completa delle presenze e delle reti in nazionale ― Italia under 20 | Cronologia completa delle presenze e delle reti in nazionale ― Italia under 20 | Cronologia completa delle presenze e delle reti in nazionale ― Italia under 20 | Cronologia completa delle presenze e delle reti in nazionale ― Italia under 20 | Cronologia completa delle presenze e delle reti in nazionale ― Italia under 20 | Cronologia completa delle presenze e delle reti in nazionale ― Italia under 20 |
| Data                                                                           | Città                                                                          | In casa                                                                        | Risultato                                                                      | Ospiti                                                                         | Competizione                                                                   | Reti                                                                           | Note                                                                           |
| ------------------------------------------------------------------------------ | ------------------------------------------------------------------------------ | ------------------------------------------------------------------------------ | ------------------------------------------------------------------------------ | ------------------------------------------------------------------------------ | ------------------------------------------------------------------------------ | ------------------------------------------------------------------------------ | ------------------------------------------------------------------------------ |
| 07-02-2012                                                                     | Gerusalemme                                                                    | Palestina under 20                                                             | 0 – 7                                                                          | Italia under 20                                                                | Amichevole                                                                     | -                                                                              |                                                                                |
| 09-02-2012                                                                     | Gerusalemme                                                                    | Palestina under 20                                                             | 0 – 4                                                                          | Italia under 20                                                                | Amichevole                                                                     | -                                                                              |                                                                                |
| 26-04-2012                                                                     | Soragna                                                                        | Italia under 20                                                                | 4 – 2                                                                          | Norvegia under 20                                                              | Amichevole                                                                     | -                                                                              |                                                                                |
| 14-07-2012                                                                     | Gravellona Toce                                                                | Italia under 20                                                                | 0 – 3                                                                          | Canada under 20                                                                | Amichevole                                                                     | -                                                                              |                                                                                |
| 11-08-2012                                                                     | Cormons                                                                        | Italia under 20                                                                | 4 – 3                                                                          | Argentina under 20                                                             | Amichevole                                                                     | -                                                                              |                                                                                |
| 19-08-2012                                                                     | Saitama                                                                        | Brasile under 20                                                               | 1 – 1                                                                          | Italia under 20                                                                | Mondiale Under-20 2012 - Fase a gironi                                         | -                                                                              |                                                                                |
| 22-8-2012                                                                      | Saitama                                                                        | Italia under 20                                                                | 0 – 2                                                                          | Corea del Sud under 20                                                         | Mondiale Under-20 2012 - Fase a gironi                                         | -                                                                              | , 89’                                                                          |
| Totale                                                                         |                                                                                | Presenze                                                                       | 7                                                                              |                                                                                | Reti                                                                           | 0                                                                              |                                                                                |

| Cronologia completa delle presenze e delle reti in nazionale ― Italia under 19 | Cronologia completa delle presenze e delle reti in nazionale ― Italia under 19 | Cronologia completa delle presenze e delle reti in nazionale ― Italia under 19 | Cronologia completa delle presenze e delle reti in nazionale ― Italia under 19 | Cronologia completa delle presenze e delle reti in nazionale ― Italia under 19 | Cronologia completa delle presenze e delle reti in nazionale ― Italia under 19 | Cronologia completa delle presenze e delle reti in nazionale ― Italia under 19 | Cronologia completa delle presenze e delle reti in nazionale ― Italia under 19 |
| Data                                                                           | Città                                                                          | In casa                                                                        | Risultato                                                                      | Ospiti                                                                         | Competizione                                                                   | Reti                                                                           | Note                                                                           |
| ------------------------------------------------------------------------------ | ------------------------------------------------------------------------------ | ------------------------------------------------------------------------------ | ------------------------------------------------------------------------------ | ------------------------------------------------------------------------------ | ------------------------------------------------------------------------------ | ------------------------------------------------------------------------------ | ------------------------------------------------------------------------------ |
| 23-04-2010                                                                     | Altbüron                                                                       | Italia under 19                                                                | 0 – 3                                                                          | Svizzera under 19                                                              | Qual. Europeo under 19 2009                                                    | -                                                                              |                                                                                |
| 19-09-2009                                                                     | Dobrič                                                                         | Italia under 19                                                                | 6 – 0                                                                          | Bulgaria under 19                                                              | Qual. Europeo under 19 2010                                                    | -                                                                              | 46’                                                                            |
| 21-09-2009                                                                     | Albena                                                                         | Irlanda del Nord under 19                                                      | 0 – 6                                                                          | Italia under 19                                                                | Qual. Europeo under 19 2010                                                    | 1                                                                              |                                                                                |
| 24-09-2009                                                                     | Albena                                                                         | Italia under 19                                                                | 2 – 0                                                                          | Scozia under 19                                                                | Qual. Europeo under 19 2010                                                    | -                                                                              |                                                                                |
| 01-04-2010                                                                     | Maasmechelen                                                                   | Belgio under 19                                                                | 0 – 5                                                                          | Italia under 19                                                                | Qual. Europeo under 19 2010                                                    | -                                                                              |                                                                                |
| 24-05-2010                                                                     | Kumanovo                                                                       | Germania under 19                                                              | 4 – 1                                                                          | Italia under 19                                                                | Europeo under 19 2010 - Fase a gironi                                          | 1                                                                              |                                                                                |
| 27-05-2010                                                                     | Kumanovo                                                                       | Inghilterra under 19                                                           | 2 – 1                                                                          | Italia under 19                                                                | Europeo under 19 2010 - Fase a gironi                                          | -                                                                              |                                                                                |
| 30-05-2010                                                                     | Skopje                                                                         | Italia under 19                                                                | 3 – 3                                                                          | Scozia under 19                                                                | Europeo under 19 2010 - Fase a gironi                                          | 1                                                                              | 85’                                                                            |
| 09-02-2011                                                                     | Pordenone                                                                      | Italia under 19                                                                | 1 – 1                                                                          | Austria under 19                                                               | Amichevole                                                                     | -                                                                              | 57’                                                                            |
| 04-03-2011                                                                     | La Manga                                                                       | Paesi Bassi under 19                                                           | 3 – 0                                                                          | Italia under 19                                                                | Torneo La Manga                                                                | -                                                                              | 77’                                                                            |
| 08-03-2011                                                                     | La Manga                                                                       | Italia under 19                                                                | 1 – 2                                                                          | Francia under 19                                                               | Torneo La Manga                                                                | -                                                                              |                                                                                |
| 30-05-2011                                                                     | Imola                                                                          | Italia under 19                                                                | 2 – 1                                                                          | Russia under 19                                                                | Europeo under 19 2011 - Fase a gironi                                          | -                                                                              |                                                                                |
| 02-06-2011                                                                     | Cervia                                                                         | Italia under 19                                                                | 1 – 0                                                                          | Svizzera under 19                                                              | Europeo under 19 2011 - Fase a gironi                                          | -                                                                              |                                                                                |
| 08-06-2011                                                                     | Bellaria-Igea Marina                                                           | Italia under 19                                                                | 2 – 3                                                                          | Norvegia under 19                                                              | Europeo under 19 2011 - Semifinale                                             | -                                                                              |                                                                                |
| Totale                                                                         |                                                                                | Presenze                                                                       | 14                                                                             |                                                                                | Reti                                                                           | 3                                                                              |                                                                                |

## Palmarès
- Campionato italiano: 3

Juventus: 2017-2018, 2018-2019, 2019-2020
- Coppa Italia: 1

Juventus: 2018-2019
- Campionato italiano di Serie B: 1

Napoli: 2022-2023